# Kamer van volksvertegenwoordigers (samenstelling 1961-1965)
De lijst van leden van de Belgische Kamer van volksvertegenwoordigers van 1961 tot 1965. De Kamer van volksvertegenwoordigers telde toen nog 212 leden.  Het nationale kiesstelsel was in die periode gebaseerd op algemeen enkelvoudig stemrecht voor alle Belgen van 21 jaar en ouder, volgens een systeem van evenredige vertegenwoordiging op basis van de methode-D'Hondt, gecombineerd met een districtenstelsel.
De 38ste legislatuur van de Kamer van volksvertegenwoordigers liep van 18 april 1961 tot 8 april 1965 en volgde uit de verkiezingen van 26 maart 1961.
Tijdens deze legislatuur was de regering-Lefèvre in functie. Deze steunde op een meerderheid van christendemocraten (CVP-PSC) en socialisten (BSP-PSB). De oppositie bestond dus uit de Liberale Partij/PVV-PLP, Volksunie, KPB-PCB, Rassemblement National en PSI.

## Zittingen
In de 38ste zittingsperiode (1961-1965) vonden vijf zittingen plaats. Van rechtswege kwamen de Kamers ieder jaar bijeen op de tweede dinsdag van november.
| Zitting               | Opening          | Sluiting         |
| --------------------- | ---------------- | ---------------- |
| buitengewone zitting  | 18 april 1961    | 10 november 1961 |
| 2de zitting 1961-1962 | 14 november 1961 | 8 november 1962  |
| 3de zitting 1962-1963 | 13 november 1962 | 7 november 1963  |
| 4de zitting 1963-1964 | 12 november 1963 | 3 november 1964  |
| 5de zitting 1964-1965 | 10 november 1964 | 16 april 1965    |

## Samenstelling
| Begin legislatuur (1961) | Begin legislatuur (1961) | Begin legislatuur (1961) | Einde legislatuur (1965) | Einde legislatuur (1965) | Einde legislatuur (1965) |
| Fractie                  | Fractie                  | Zetels                   | Fractie                  | Fractie                  | Zetels                   |
| ------------------------ | ------------------------ | ------------------------ | ------------------------ | ------------------------ | ------------------------ |
|                          | CVP-PSC                  | 96                       |                          | CVP-PSC                  | 96                       |
|                          | BSP-PSB                  | 84                       |                          | BSP-PSB                  | 83                       |
|                          | Liberale Partij          | 20                       |                          | PVV-PLP                  | 20                       |
|                          | Volksunie                | 5                        |                          | Volksunie                | 5                        |
|                          | KPB-PCB                  | 5                        |                          | KPB-PCB                  | 5                        |
|                          | RN                       | 1                        |                          | RN                       | 1                        |
|                          | PSI                      | 1                        |                          | PSI                      | 1                        |
|                          |                          |                          |                          | Onafhankelijk            | 1                        |

Wijzigingen in fractiesamenstelling:
- In 1963 verlaat Fernand Massart de PSB en zetelt vanaf dan als onafhankelijke.

## Lijst van de volksvertegenwoordigers
| Volksvertegenwoordiger         | Partij    | Kieskring                 | Opmerkingen |
| ------------------------------ | --------- | ------------------------- | --- |
| Leo Tindemans                  | CVP-PSC   | Antwerpen                 | Vervangt vanaf 23 mei 1961 de overleden Frans Van Cauwelaert. |
| Leo Delwaide                   | CVP-PSC   | Antwerpen                 | |
| Jozef Posson                   | CVP-PSC   | Antwerpen                 | |
| Georges Loos                   | CVP-PSC   | Antwerpen                 | Quaestor. |
| Louis Kiebooms                 | CVP-PSC   | Antwerpen                 | |
| Maria Verlackt-Gevaert         | CVP-PSC   | Antwerpen                 | |
| Karel Blanckaert               | CVP-PSC   | Antwerpen                 | |
| Antoon Fimmers                 | CVP-PSC   | Antwerpen                 | Vanaf 14 januari 1964 voorzitter van de commissie Middenstand. |
| Camille Huysmans               | BSP-PSB   | Antwerpen                 | |
| Louis Major                    | BSP-PSB   | Antwerpen                 | |
| Jos Van Eynde                  | BSP-PSB   | Antwerpen                 | |
| Mathilde Schroyens             | BSP-PSB   | Antwerpen                 | |
| Lode Craeybeckx                | BSP-PSB   | Antwerpen                 | |
| Frans Detiège                  | BSP-PSB   | Antwerpen                 | Vanaf 8 februari 1962 voorzitter van de commissie Economische Zaken en Energie. |
| Frans Christiaenssens          | BSP-PSB   | Antwerpen                 | |
| Jozef Van Cleemput             | BSP-PSB   | Antwerpen                 | |
| Frans Grootjans                | LP        | Antwerpen                 | |
| Ferdinand Boey                 | LP        | Antwerpen                 | |
| Frans Van der Elst             | Volksunie | Antwerpen                 | Voorzitter van de Volksunie-fractie. |
| Reimond Mattheyssens           | Volksunie | Antwerpen                 | |
| Emiel Van Hamme                | CVP-PSC   | Mechelen                  | |
| Jos De Saeger                  | CVP-PSC   | Mechelen                  | |
| Jozef Smedts                   | CVP-PSC   | Mechelen                  | Vanaf 8 februari 1962 voorzitter van de commissie Volksgezondheid en Gezin. |
| Antoon Spinoy                  | BSP-PSB   | Mechelen                  | |
| Jan Van Winghe                 | BSP-PSB   | Mechelen                  | |
| Herman Vanderpoorten           | LP        | Mechelen                  | |
| Lode Peeters                   | CVP-PSC   | Turnhout                  | |
| Julius Mertens                 | CVP-PSC   | Turnhout                  | |
| Francis Tanghe                 | CVP-PSC   | Turnhout                  | |
| Kamiel Berghmans               | CVP-PSC   | Turnhout                  | |
| Octaaf Verboven                | CVP-PSC   | Turnhout                  | |
| Josse Van Heupen               | BSP-PSB   | Turnhout                  | |
| Paul Vanden Boeynants          | CVP-PSC   | Brussel                   | |
| Renaat Van Elslande            | CVP-PSC   | Brussel                   | |
| Arthur Gilson                  | CVP-PSC   | Brussel                   | |
| Marguerite De Riemaecker-Legot | CVP-PSC   | Brussel                   | Secretaris. |
| Raymond Scheyven               | CVP-PSC   | Brussel                   | |
| Jan Van den Eynde              | CVP-PSC   | Brussel                   | |
| Antoine Saintraint             | CVP-PSC   | Brussel                   | |
| Jacques De Staercke            | CVP-PSC   | Brussel                   | |
| Corneel Verbaanderd            | CVP-PSC   | Brussel                   | |
| André Saint-Rémy               | CVP-PSC   | Brussel                   | |
| Paul-Henri Spaak               | BSP-PSB   | Brussel                   | |
| Joseph Bracops                 | BSP-PSB   | Brussel                   | |
| Victor Larock                  | BSP-PSB   | Brussel                   | |
| Frans Gelders                  | BSP-PSB   | Brussel                   | Van 14 november 1961 tot 25 januari 1962 ondervoorzitter en voorzitter van de commissie Financiën en de commissie Openbare Werken. Quaestor vanaf 31 oktober 1962. |
| Hendrik Fayat                  | BSP-PSB   | Brussel                   | |
| Guy Cudell                     | BSP-PSB   | Brussel                   | |
| Lucien Radoux                  | BSP-PSB   | Brussel                   | |
| Hervé Brouhon                  | BSP-PSB   | Brussel                   | |
| Marc-Antoine Pierson           | BSP-PSB   | Brussel                   | Voorzitter van de BSP-PSB-fractie vanaf 13 november 1962 en vanaf 8 februari 1962 voorzitter van de commissie Justitie. |
| Jeanne Vanderveken-Van De Plas | BSP-PSB   | Brussel                   | |
| Gaston Gillis                  | BSP-PSB   | Brussel                   | Vervangt vanaf 18 december 1963 de overleden François-Henri Guillaume. |
| Julien Geldof                  | BSP-PSB   | Brussel                   | |
| François Sebrechts             | BSP-PSB   | Brussel                   | Vervangt vanaf 18 april 1961 Jules-Alexandre Messinne, die beslist om niet te zetelen. |
| Jacques Van Offelen            | LP        | Brussel                   | Secretaris tot 14 november 1961. |
| Charles Jacques Janssens       | LP        | Brussel                   | |
| Georges Mundeleer              | LP        | Brussel                   | Secretaris vanaf 26 februari 1963. |
| Marcel Piron                   | LP        | Brussel                   | |
| August De Winter               | LP        | Brussel                   | Vervangt vanaf 13 februari 1963 de overleden Ernest Demuyter. Demuyter was secretaris van 14 november 1961 tot aan zijn dood op 7 februari 1963. |
| Paul Delforge                  | LP        | Brussel                   | Vervangt vanaf 12 november 1963 de overleden René Drèze. |
| Gaston Moulin                  | KPB-PCB   | Brussel                   | Vervangt vanaf 18 april 1961 Jean Blume, die verkiest om niet te zetelen. Moulin is voorzitter van de KPB-PCB-fractie. |
| Daniël Deconinck               | Volksunie | Brussel                   | Zetelt vanaf 16 februari 1965 als onafhankelijke. |
| Jean-Marie Evrard              | RN        | Brussel                   | |
| Gaston Eyskens                 | CVP-PSC   | Leuven                    | |
| Fernand Hermans                | CVP-PSC   | Leuven                    | Secretaris vanaf 23 januari 1964. |
| Godelieve Devos                | CVP-PSC   | Leuven                    | |
| Stanislas De Rijck             | CVP-PSC   | Leuven                    | |
| Jozef Grandjean                | BSP-PSB   | Leuven                    | Vervangt vanaf 22 januari 1963 de overleden François Tielemans. |
| Jozef Feyaerts                 | BSP-PSB   | Leuven                    | |
| Paul Kronacker                 | LP        | Leuven                    | |
| Léon Delhache                  | CVP-PSC   | Nijvel                    | |
| Jean Lenoir                    | CVP-PSC   | Nijvel                    | |
| Jules Bary                     | BSP-PSB   | Nijvel                    | |
| Auguste Baccus                 | BSP-PSB   | Nijvel                    | |
| Justin Peeters                 | BSP-PSB   | Nijvel                    | |
| Gerard Eneman                  | CVP-PSC   | Brugge                    | |
| Alfons De Nolf                 | CVP-PSC   | Brugge                    | |
| Fernand Vandamme               | CVP-PSC   | Brugge                    | |
| Achiel Van Acker               | BSP-PSB   | Brugge                    | Parlementsvoorzitter en voorzitter van de commissie Buitenlandse Zaken. |
| Frank Van Acker                | BSP-PSB   | Brugge                    | |
| Leopold Verhenne               | CVP-PSC   | Kortrijk                  | |
| André Dequae                   | CVP-PSC   | Kortrijk                  | |
| Robert Devos                   | CVP-PSC   | Kortrijk                  | |
| Albert Lavens                  | CVP-PSC   | Kortrijk                  | |
| Jules Deconinck                | BSP-PSB   | Kortrijk                  | Vanaf 8 februari 1962 voorzitter van de commissie Sociale Voorzorg. |
| Marcel Demets                  | BSP-PSB   | Kortrijk                  | |
| Jan Piers                      | CVP-PSC   | Veurne-Diksmuide-Oostende | |
| Dries Claeys                   | CVP-PSC   | Veurne-Diksmuide-Oostende | |
| Maurice Vandamme               | CVP-PSC   | Veurne-Diksmuide-Oostende | |
| Frans Goes                     | BSP-PSB   | Veurne-Diksmuide-Oostende | Vervangt vanaf 3 maart 1965 de overleden Auguste Plovie. Plovie zelf verving van 14 januari 1964 tot 2 maart 1965 Roger De Kinder, die provinciegouverneur van Oost-Vlaanderen werd. |
| Hubert De Groote               | BSP-PSB   | Veurne-Diksmuide-Oostende | |
| Albert De Gryse                | CVP-PSC   | Roeselare-Tielt           | |
| Honoraat Callebert             | CVP-PSC   | Roeselare-Tielt           | |
| Guido Gillès de Pelichy        | CVP-PSC   | Roeselare-Tielt           | Vanaf 8 februari 1962 voorzitter van de commissie Openbare Werken. |
| Magdalena Van Daele-Huys       | CVP-PSC   | Roeselare-Tielt           | |
| Gustaaf Nyffels                | BSP-PSB   | Roeselare-Tielt           | Vervangt vanaf 9 januari 1962 Arthur Sercu, die om gezondheidsredenen ontslag neemt. |
| Fernand Lefère                 | CVP-PSC   | Ieper                     | Voorzitter van de CVP-PSC-fractie. |
| Marcel Bode                    | CVP-PSC   | Ieper                     | |
| Gustave Breyne                 | BSP-PSB   | Ieper                     | |
| Ludovic Moyersoen              | CVP-PSC   | Aalst                     | Ondervoorzitter, voorzitter van de commissie Binnenlandse Zaken en tot 8 februari 1962 voorzitter van de commissie Landbouw, de commissie Buitenlandse Handel en Technische Bijstand en de commissie Justitie. |
| Roger Otte                     | CVP-PSC   | Aalst                     | |
| Eugeen Moriau                  | CVP-PSC   | Aalst                     | |
| Albert Van Hoorick             | BSP-PSB   | Aalst                     | |
| Louis D'haeseleer              | LP        | Aalst                     | Quaestor. |
| Richard Van Leemputten         | Volksunie | Aalst                     | |
| Jan Verroken                   | CVP-PSC   | Oudenaarde                | |
| Marcel Vanderhaegen            | BSP-PSB   | Oudenaarde                | Vervangt vanaf 18 april 1961 Julien Versieren, die provinciaal senator in de Belgische Senaat wordt. |
| Liban Martens                  | LP        | Oudenaarde                | |
| Théo Lefèvre                   | CVP-PSC   | Gent-Eeklo                | |
| August De Schryver             | CVP-PSC   | Gent-Eeklo                | Vanaf 8 februari 1962 voorzitter van de commissie Europese Zaken. |
| Geeraard Van den Daele         | CVP-PSC   | Gent-Eeklo                | |
| Placide De Paepe               | CVP-PSC   | Gent-Eeklo                | Ondervoorzitter, voorzitter van de commissie Verkeerswezen, Posterijen, Telegrafie en Telefonie en tot 8 februari 1962 voorzitter van de commissie Nationale Opvoeding en Cultuur en de commissie Sociale Voorzorg. |
| Maurice Dewulf                 | CVP-PSC   | Gent-Eeklo                | |
| Maurice Van Herreweghe         | CVP-PSC   | Gent-Eeklo                | Vervangt vanaf 21 januari 1964 de overleden Paul Eeckman. Eeckman was secretaris tot aan zijn dood op 11 januari 1964 en van 8 februari 1962 tot 11 januari 1964 tevens voorzitter van de commissie Middenstand. |
| Edward Anseele jr.             | BSP-PSB   | Gent-Eeklo                | |
| Amédée De Keuleneir            | BSP-PSB   | Gent-Eeklo                | |
| Arthur De Sweemer              | BSP-PSB   | Gent-Eeklo                | |
| Livien Danschutter             | BSP-PSB   | Gent-Eeklo                | Vervangt vanaf 30 oktober 1962 de overleden Jozef Chalmet. Chalmet was quaestor tot aan zijn dood op 14 september 1962. |
| Willy De Clercq                | LP        | Gent-Eeklo                | |
| Fernand Van Doorne             | LP        | Gent-Eeklo                | |
| Leo Wouters                    | Volksunie | Gent-Eeklo                | |
| Remi Bogaert                   | CVP-PSC   | Sint-Niklaas              | Vervangt vanaf 21 mei 1963 de overleden Jozef Van Royen. |
| Omer De Mey                    | CVP-PSC   | Sint-Niklaas              | |
| Emile Goeman                   | CVP-PSC   | Sint-Niklaas              | |
| Jozef Vercauteren              | BSP-PSB   | Sint-Niklaas              | Secretaris. |
| Benoit Van Acker               | CVP-PSC   | Dendermonde               | |
| Etienne Cooreman               | CVP-PSC   | Dendermonde               | |
| Julius De Pauw                 | BSP-PSB   | Dendermonde               | |
| Gustave Boeykens               | BSP-PSB   | Dendermonde               | |
| Oscar Behogne                  | CVP-PSC   | Charleroi                 | Ondervoorzitter en voorzitter van de commissie Tewerkstelling en Arbeid en tot 8 februari 1962 voorzitter van de commissie Landsverdediging en de commissie Volksgezondheid en Gezin. |
| Maurice Brasseur               | CVP-PSC   | Charleroi                 | |
| Lucien Harmegnies              | BSP-PSB   | Charleroi                 | |
| Georges Bohy                   | BSP-PSB   | Charleroi                 | Voorzitter van de BSP-PSB-fractie tot 5 november 1962. |
| René De Cooman                 | BSP-PSB   | Charleroi                 | |
| Raoul Hicguet                  | BSP-PSB   | Charleroi                 | Quaestor. |
| Ernest Glinne                  | BSP-PSB   | Charleroi                 | |
| Yvan Henry                     | BSP-PSB   | Charleroi                 | |
| Yvonne Lambert                 | BSP-PSB   | Charleroi                 | |
| Clotaire Cornet                | LP        | Charleroi                 | |
| Georges Glineur                | KPB-PCB   | Charleroi                 | |
| Hilaire Willot                 | CVP-PSC   | Bergen                    | |
| Octave Lebas                   | CVP-PSC   | Bergen                    | |
| Leo Collard                    | BSP-PSB   | Bergen                    | |
| Roger Toubeau                  | BSP-PSB   | Bergen                    | |
| Arthur Nazé                    | BSP-PSB   | Bergen                    | |
| Marc Drumaux                   | KPB-PCB   | Bergen                    | |
| Albert L'Allemand              | PSI       | Bergen                    | |
| René Pêtre                     | CVP-PSC   | Zinnik                    | |
| Marcel Collart                 | BSP-PSB   | Zinnik                    | |
| Roger Gailliez                 | BSP-PSB   | Zinnik                    | Vervangt vanaf 21 mei 1963 de overleden Joseph Martel. Martel was ondervoorzitter en voorzitter van de commissie Financiën en de commissie Openbare Werken tot 14 november 1961, van 25 januari 1962 tot aan zijn dood op 12 april 1963 opnieuw ondervoorzitter en voorzitter van de commissie Financiën en van 25 januari tot 8 februari 1962 opnieuw voorzitter van de commissie Openbare Werken. |
| Léon Hurez                     | BSP-PSB   | Zinnik                    | |
| Noël Duvivier                  | CVP-PSC   | Thuin                     | |
| Gaston Juste                   | BSP-PSB   | Thuin                     | Secretaris. |
| Yvonne Deleau-Prince           | BSP-PSB   | Thuin                     | |
| Willy Frère                    | KPB-PCB   | Thuin                     | |
| Pierre Wigny                   | CVP-PSC   | Doornik-Aat               | Vanaf 8 februari 1962 voorzitter van de commissie Algemene Zaken en Openbaar Ambt. |
| Marcel Décarpentrie            | CVP-PSC   | Doornik-Aat               | |
| Henri Castel                   | BSP-PSB   | Doornik-Aat               | |
| Jules Hossey                   | BSP-PSB   | Doornik-Aat               | Vervangt vanaf 8 mei 1962 Camille Vangraefschepe, die op pensioen gaat. |
| René Lefebvre                  | LP        | Doornik-Aat               | Voorzitter van de LP/PVV-PLP-fractie en vanaf 8 februari 1962 voorzitter van de commissie Landbouw. |
| Jean Picron                    | LP        | Doornik-Aat               | |
| Eugène Charpentier             | CVP-PSC   | Hoei-Borgworm             | |
| Georges Houbart                | CVP-PSC   | Hoei-Borgworm             | |
| Edmond Leburton                | BSP-PSB   | Hoei-Borgworm             | |
| Freddy Terwagne                | BSP-PSB   | Hoei-Borgworm             | |
| Pierre Harmel                  | CVP-PSC   | Luik                      | Vanaf 8 februari 1962 voorzitter van de commissie Nationale Opvoeding en Cultuur. |
| Paul Herbiet                   | CVP-PSC   | Luik                      | |
| Auguste Olislaeger             | CVP-PSC   | Luik                      | |
| Joseph-Jean Merlot             | BSP-PSB   | Luik                      | Vanaf 22 mei 1963 ondervoorzitter en voorzitter van de commissie Financiën. |
| Alexandrine Fontaine-Borguet   | BSP-PSB   | Luik                      | |
| André Cools                    | BSP-PSB   | Luik                      | |
| Maurice Denis                  | BSP-PSB   | Luik                      | Vanaf 8 februari 1962 voorzitter van de commissie Buitenlandse Handel en Technische Bijstand. |
| Georges Dejardin               | BSP-PSB   | Luik                      | |
| Antoine Sainte                 | BSP-PSB   | Luik                      | |
| Simon Paque                    | BSP-PSB   | Luik                      | |
| Paul Gruselin                  | BSP-PSB   | Luik                      | |
| Emile-Edgard Jeunehomme        | LP        | Luik                      | |
| Maurice Destenay               | LP        | Luik                      | Ondervoorzitter, tot 8 februari 1962 voorzitter van de commissie Economische Zaken en Energie, de commissie Algemene Zaken en Openbaar Ambt en de commissie Middenstand en vanaf 8 februari 1962 voorzitter van de commissie Landsverdediging. |
| Théo Dejace                    | KPB-PCB   | Luik                      | |
| Jean Discry                    | CVP-PSC   | Verviers                  | |
| Guillaume Schyns               | CVP-PSC   | Verviers                  | |
| Albert Parisis                 | CVP-PSC   | Verviers                  | |
| Germaine Copée-Gerbinet        | BSP-PSB   | Verviers                  | |
| Martin Boutet                  | BSP-PSB   | Verviers                  | |
| Armand Fassin                  | LP        | Verviers                  | Vervangt vanaf 21 april 1964 Jacques Van der Schueren, die ondervoorzitter van de Société Générale de Belgique wordt. |
| Alfred Bertrand                | CVP-PSC   | Hasselt                   | |
| Gerard Bijnens                 | CVP-PSC   | Hasselt                   | |
| Paul Meyers                    | CVP-PSC   | Hasselt                   | |
| Tony Van Lindt                 | CVP-PSC   | Hasselt                   | |
| Edgard Vanthilt                | BSP-PSB   | Hasselt                   | |
| Jozef Dupont                   | CVP-PSC   | Tongeren-Maaseik          | |
| Pieter Wirix                   | CVP-PSC   | Tongeren-Maaseik          | |
| Germaine Craeybeckx-Orij       | CVP-PSC   | Tongeren-Maaseik          | |
| Frans Robyns                   | CVP-PSC   | Tongeren-Maaseik          | |
| Lambert Kelchtermans           | CVP-PSC   | Tongeren-Maaseik          | |
| Walthère Thys                  | BSP-PSB   | Tongeren-Maaseik          | |
| Justin Gaspar                  | CVP-PSC   | Aarlen-Marche-Bastenaken  | Quaestor. |
| Camille Decker                 | CVP-PSC   | Aarlen-Marche-Bastenaken  | |
| Roger Lamers                   | BSP-PSB   | Aarlen-Marche-Bastenaken  | |
| Philippe le Hodey              | CVP-PSC   | Neufchâteau-Virton        | |
| Joseph Michel                  | CVP-PSC   | Neufchâteau-Virton        | Vervangt vanaf 11 juli 1961 Désiré Lamalle, die provinciegouverneur van Luxemburg wordt. |
| Henri Cugnon                   | BSP-PSB   | Neufchâteau-Virton        | |
| Mathieu Jacques                | CVP-PSC   | Dinant-Philippeville      | |
| Julien Ernest Allard           | CVP-PSC   | Dinant-Philippeville      | |
| Albert Grégoire                | BSP-PSB   | Dinant-Philippeville      | |
| Albert Martin                  | BSP-PSB   | Dinant-Philippeville      | Vervangt vanaf 30 oktober 1962 de overleden Célestin Gillis. |
| Maurice Jaminet                | CVP-PSC   | Namen                     | Secretaris. |
| Albert Servais                 | CVP-PSC   | Namen                     | |
| Louis Namèche                  | BSP-PSB   | Namen                     | |
| Fernand Massart                | BSP-PSB   | Namen                     | Zetelt vanaf 12 november 1963 als onafhankelijke. |
| Emile Lacroix                  | BSP-PSB   | Namen                     | |